# Salvador Paul Leremboure
Pour les articles homonymes, voir Leremboure.
Salvador Paul Leremboure est un homme politique français né en 1759 à Saint-Jean-de-Luz (Pyrénées-Atlantiques) et décédé le 16 mai 1840 au même lieu.

## Biographie
Député des Basses-Pyrénées de 1791 à 1792, il devient ensuite membre du directoire du département, puis conseiller général.